# Prinses Lillifee
Prinses Lillifee is de naam van een reeks kinderboeken van de Duitse schrijfster Monika Finsterbusch. Het gelijknamige hoofdpersonage van de boeken regeert over het koninkrijk Pinkovia en beleeft samen met haar vrienden avonturen. De boekenserie is al jaren populair, vooral bij kleine meisjes. Naast de boeken zijn er ook twee films, tijdschriften, musicals, computergames en honderden merchandising-producten.

## Kritiek
Het personage van Prinses Lillifee krijgt kritiek, omdat ze vrouwelijke rollenpatronen zou bevestigen.

## Personages
- Prinses Lillifee is een kleine bloemenfee, die in een bloemenkasteel woont in de tovertuin van het feeënrijk Pinkovia. Als ze niet op de toverschool zit, helpt ze dieren, planten en iedereen die in het feeënrijk leeft. 's Avonds steekt ze de sterren aan, en 's morgens kust ze de bloemen wakker.
- Pupsi is een klein roze varkentje dat gesteld is op rust en vrede, en dat van alle soorten roze houdt.
- Henry is een betweterig bruin konijntje, dat zich met alles wil moeien.
- Bruno is een onverstoorbare maar onhandige beer.
- Oskar is een onzeker en angstig lieveheersbeestje, zijn vrienden moeten hem voortdurend beschermen.
- Ivan is een altijd opgewekte egel. Hij heeft 5220 stekels en brengt iedereen aan het lachen.
- Bella is een kleine vlinderfee die heel graag net zoals Prinses Lillifee zou zijn, maar ze raakt telkens in de war met haar toverspreuken.
- Clara en Cindy zijn tweelingzussen, die erg nieuwsgierig zijn. Ze kennen elk hoekje en kantje van het kasteel en elke bloem, en weten altijd wat er aan de hand is.
- Rosalie is de eenhoorn van Lillifee.

## Boeken
- Prinses Lillifee (2004) ISBN 9789059641280
- Prinses Lillifee heeft een geheim (2005) ISBN 9789059641693
- Prinses Lillifee en de kleine zeemeermin (2006) ISBN 9789059642836
- Prinses Lillifee en de eenhoorn (2006) ISBN 9789059643499
- Prinses Lillifee - de kleine ballerina (2007) ISBN 9789059644410
- Prinses Lillifee en de kleine dolfijn (2008) ISBN 9789059647763
- Prinses Lillifee en de kleine ree (2009) ISBN 9789059648050
- Prinses Lillifee en de kleine draak (2011) ISBN 9789461440303
- Prinses Lillifee en het bergkristal (2012) ISBN 9789461442420
- Prinses Lillifee en het circus (2014) ISBN 9789461444752

De boeken zijn oorspronkelijk Duitstalig (Prinzessin Lillifee), en werden naast het Nederlands ook in andere talen vertaald, onder meer:
| - Engels: Princess Lillifee - Fins: Prinsessa Lillifee - Frans: La fée Lili-Rose - Hebreeuws: הפיה לילי - Hongaars: Lilian hercegkisasszony - Japans: プリンセス・リリー | - Noors: Prinsesse Lillefe - Portugees: A Princesinha Lillifee - Spaans: Lily la Princesa Hada - Tsjechisch: Princeznička Lilli - Turks: Prenses Lilliperi - Zweeds: Prinsessan Lillifee |  |

## Andere media
- Musicals:
  - Prinzessin Lillifee und der Zauber der Rose (2007)[17]
  - Prinzessin Lillifee und die verwunschene Insel (2012)[18]
- Films:
  - Prinzessin Lillifee (2009, in België uitgekomen op 5 augustus 2009 als Prinses Lillifee)[19]
  - Prinzessin Lillifee und das kleine Einhorn (2011, in België uitgekomen op 24 oktober 2011 als Prinses Lillifee en de kleine eenhoorn)[20]
- Tv-series:
  - Tanz mit Prinzessin Lillifee! (2009), een live-action reeks op KI.KA[21]
  - Prinses Lillifee (2012), een tekenfilmreeks[22]